# Recehártya

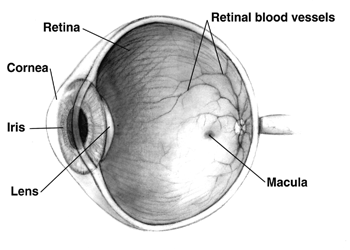
A szem felépítése

A recehártya, vagy szemideghártya, vagy retina a gerincesek szemének fényérzékeny rétege. A szem optikai rendszere egy képet vetít a retinára, ahol a fény különböző kémiai és elektromos reakciókat indít be. Végül egy elektromos jel (akciós potenciál) keletkezik, mely a szemidegen keresztül az agyba jut, ahol feldolgozásra kerül. A retina és a szemideg az embrionális fejlődés során az agyból nő ki, ezért a központi idegrendszer részének tekintik. 
A retina felépítésében tíz sejtsor vesz részt, amelyekből csak egy, a fényérzékeny sejtek rétege képes a fényt feldolgozni. Ezek a sejtek kétfélék lehetnek: csapok (kb. 7-8 millió db), melyek felelősek a nappali és színes látásért és pálcikák (75-150 millió db), melyek sokkal érzékenyebbek és gyenge fényben működnek.